# الخطط الخمسية للاقتصاد السوفيتي

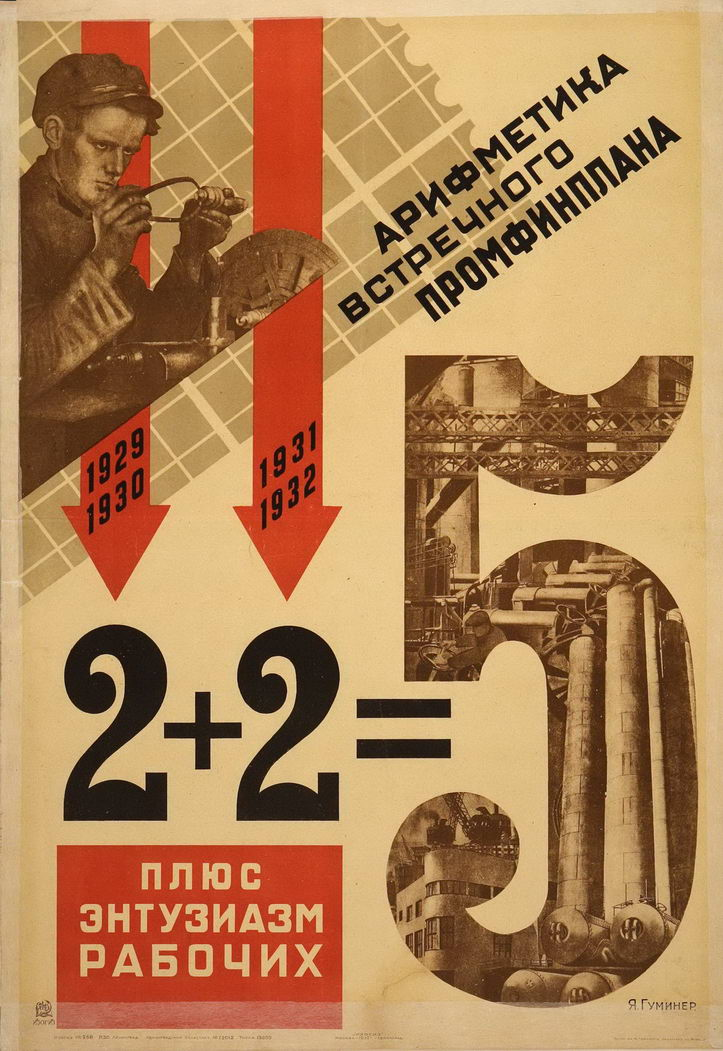

الخطط الخمسية للاقتصاد القومي للاتحاد السوفيتي هي مجموعة من الخطط المركزية التي نفذت على نطاق الدولة للتنمية الاقتصادية السريعة في الاتحاد السوفيتي. وضعت الخطط من قبل لجنة تخطيط الدول متأسسة على نظرية القوى المنتجة، التي كانت جزء من خطوط إرشادية عامة للنمو الاقتصادي، صاغها الحزب الشيوعي السوفيتي. أصبح وضع الخطة الخمسية رمزًا للبيروقراطية السوفيتية. وقد تم اتباع نفس طريقة التخطيط من قبل معظم الدول الشيوعية، من ضمن هذه الدول: جمهورية الصين الشعبية، والهند أثناء الحكومة المؤيدة للسوفييت بين 1950-1960، بالإضافة إلى عدد من الدول الرأسمالية، التي طبقت مفهوم التخطيط المركزي، لكن في إطار اقتصاد السوق، عبر وضع أهداف اقتصادية متكاملة لمدة محددة من الزمن، وسميت هذه الخطط «خطط السبع سنوات» أو «خطط الإثني عشرة سنة».